# Попелюх мадагаскарський
Попелюх мадагаскарський (Aythya innotata) — вид водоплавних птахів родини качкових (Anatidae).

## Поширення та чисельність

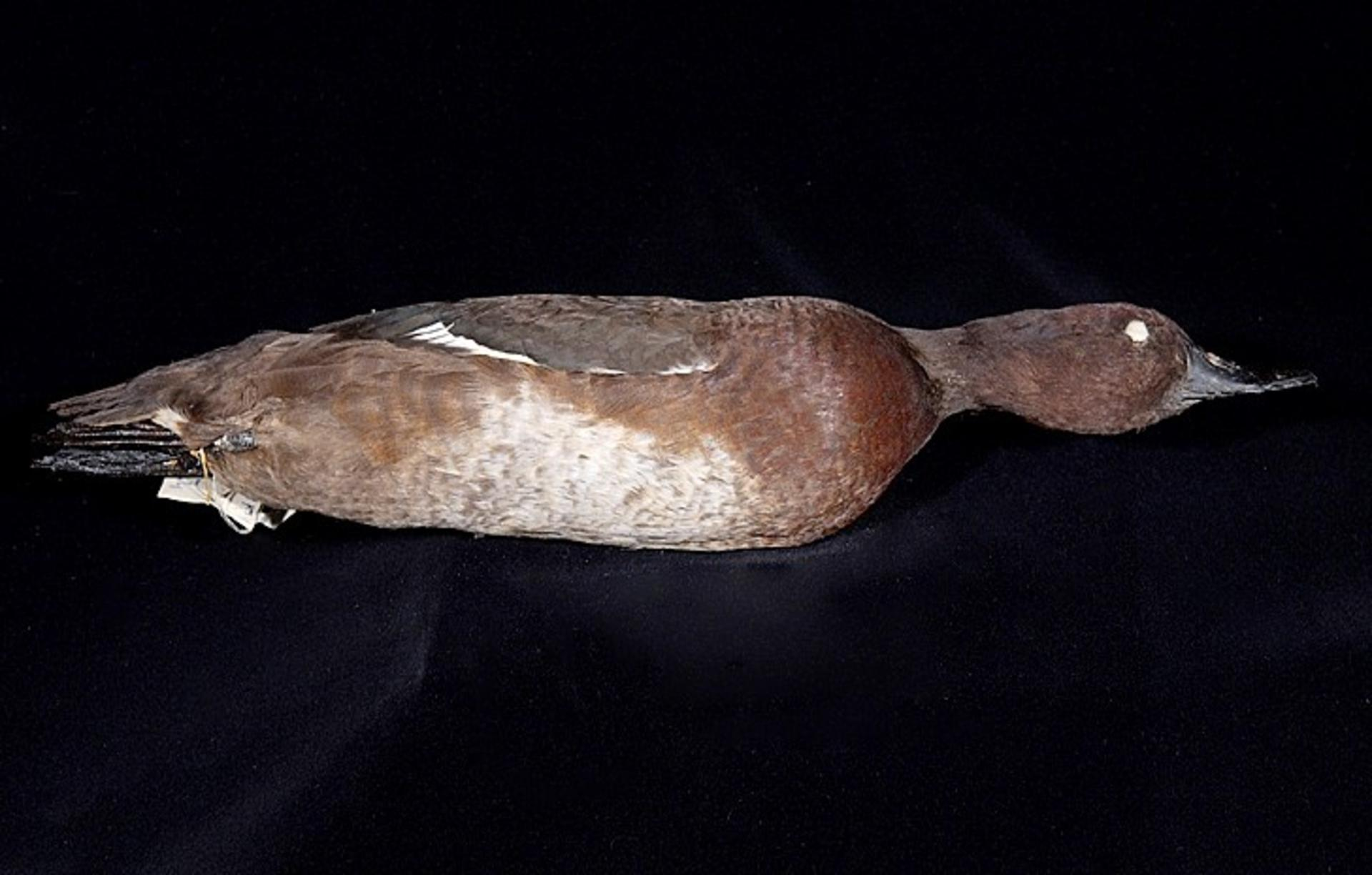
Зразок 1960 року.

Ендемік Мадагаскару. Вид був досить поширеним на озері Алаотра на початку XX століття. У 1940-х роках на озеро було завезено чужорідні види хижих риб, які почали полювати на каченят. Крім того у регіоні збільшились масштаби вирощування рису, для якого будували нові іригаційні системи, що призвело до замулювання озера. Популяція виду почала різко зменшуватись і востаннє попелюха мадагаскарського спостерігали у 1960 році (на озері спостерігали зграю з 20 особин). Згодом було декілька непідтверджених повідомлень про спостереження. У 1991 році на озері Алаотра спіймали одного самця. Проте декілька експедицій у район озера у 1992—2001 роках не знайшли попелюха мадагаскарського. Вид вважався вимерлим. У 2006 році на озері Мацаборімена, що знаходиться за 330 км на північ від Алаотри, знайшли зграю попелюха мадагаскарського з 9 дорослих та 4 молодих особин. Подальші дослідження показали, що на озері живе зграя з 22 особин.
2009 року засновано програму зі збереження виду. Було зібрано 24 яєць з яких в інкубаторах вилупилось 23 пташенят. До 2017 року популяція попелюха мадагаскарського збільшилась до 90 особин. У грудні 2018 року 21 птаха випущено на озері Софія.